# Крижна Гора (Айдовщина)
Крижна Гора (словен. Križna gora) — поселення розсіяні поселення на пагорбах на північ від м. Цол в общині Айдовщина. Висота над рівнем моря: 907,4 метрів.